# Micromyrtus stenocalyx
Micromyrtus stenocalyx är en myrtenväxtart som först beskrevs av Ferdinand von Mueller, och fick sitt nu gällande namn av John William Green. Micromyrtus stenocalyx ingår i släktet Micromyrtus och familjen myrtenväxter. Inga underarter finns listade i Catalogue of Life.